# Jamie Elman
Jamie Elman, właśc. Benjamin David Elman (ur. 5 lipca 1976 w Nowym Jorku) – kanadyjsko–amerykański aktor, scenarzysta i reżyser. Odtwórca roli Cody’ego Millera w serialu Szalony świat (1997–2000).

## Życiorys
Urodził się w Nowym Jorku. Dorastał w Montrealu w prowincji Quebec, gdzie uczęszczał do żydowskiej szkoły dziennej i ukończył cztery klasy w szkole religijnej, w synagodze w Południowej Kalifornia. Ukończył studia na Uniwersytecie McGilla. Swoją karierę aktorską rozpoczął od występów na scenie w sztuce Lillian Hellman Niewiniątka (The Children’s Hour) i musicalu Irvinga Berlina Rekord Annie (Annie Get Your Gun).

## Filmografia
Filmy
- 1995: Johnny Mnemonic jako Toad
- 2003: Pierwsza strona (Shattered Glass) jako Aaron Bluth
- 2012: Ralph Demolka (Wreck-It Ralph) jako Rancis Fluggerbutter (głos)
- 2018: Ralph Demolka w internecie (Ralph Breaks the Internet) jako Rancis Fluggerbutter (głos)

Seriale
- 1992–1993: Czy boisz się ciemności? (Are You Afraid of the Dark?) jako przyjaciel / student
- 1997–2000: Szalony świat (Student Bodies) jako Cody Anthony Miller
- 2002–2005: American Dreams jako Luke Foley
- 2003: Bez śladu (Without a Trace) jako Alex Durphy
- 2005: Podkomisarz Brenda Johnson (The Closer) jako Dennis Burke
- 2005: CSI: Kryminalne zagadki Nowego Jorku (CSI: NY) jako Adam Sorenson
- 2006: Zabójcze umysły (Criminal Minds) jako Kenneth Roberts
- 2007: Czas na Briana (What About Brian) jako Max
- 2007: Jordan w akcji (Crossing Jordan) jako Jonathan
- 2007: Pohamuj entuzjazm (Curb Your Enthusiasm) jako Jamie Barman
- 2009: Mad Men jako Howard Mann
- 2010: Żar młodości (The Young and the Restless) jako Jamie Peterson
- 2010: Agenci NCIS (NCIS) jako pośrednik w obrocie nieruchomościami
- 2012: Dr House (House) jako dr Peter Treiber
- 2012: Partnerki (Rizzoli & Isles) jako Dan Hargrove
- 2012: Kamuflaż (Covert Affairs) jako John Dexter

Gry wideo
- 2011: Star Wars: The Old Republic jako (głos)